# 福島宿 (奥州街道)
福島宿（ふくしまじゅく） は、奥州街道の宿場で、現在の福島県福島市都心部を形成している町々である。本陣は、福島本町に設けられた（現在の街なか広場）。福島市道路元標は、福島上町の奥州街道沿い、札の辻跡に現存する。

## 概要
宿場町であると同時に福島城の城下町でもあり、さらに福島河岸が整備されており阿武隈川の水運の中継地でもあった。荒川（須川）の北詰部に設けられた、柳町口（江戸口）から、福島城下七町（柳町、荒町、中町、本町、上町、北南町、馬喰町）を経て、馬喰町口（仙台口）までを北限とする宿場町である。福島城を北西で囲むように奥州街道が整備されたことが特徴を持つ。
城下七町の各町には検断が置かれ、福島城外堀（密語橋、西門、大手門など）には見附（見張り番）が置かれた。福島宿がこのような本格的な城下町として、七つの町を整備できたのは、1702年（元禄15年）の福島藩主板倉重寛入城時であった。
福島宿は、他国藩領への街道や温泉街道の宿場として、古代の東山道から利用されてきた。主に、会津藩領へ向かう土湯街道（山王土湯道）。米沢藩領へ向かう米沢街道（板谷街道、萬世大路）。相馬藩領へ向かう中村街道（相馬街道、霊山街道）や川俣街道（富岡街道）など。古代に宿駅が設けられた場所は、現在の福島県庁エリアより、北寄りの北五老内近辺であったとされている。

## 隣の宿
奥州街道
清水町宿 - 福島宿 - 瀬上宿